# Ioulia Lapoutina
Ioulia Lapoutina (en ukrainien : Лапутіна Юлія Анатоліївна), née le 1967 à Kiev (RSS d'Ukraine, URSS), est une femme d'État et militaire ukrainienne.

## Biographie
Elle est major général du Service de sécurité d'Ukraine et a servi dans la Guerre du Donbass et dans l'invasion de l'Ukraine par la Russie en 2022.
Après la création du Groupe Alpha (Ukraine) elle y fut intégrée en tant qu'officier supérieur,. De 2012 à 2014 elle fut chef adjoint  du Groupe Alpha, elle a une formation de tireuse d'élite.

### Carrière politique
Elle est ministre du Gouvernement Chmyhal et membre du Conseil de défense et de sécurité nationale d'Ukraine. Oleksandr Porkhoun la remplace à la tête du ministère à partir du 9 février 2024, elle avait démissionné sans en donner la raison.